# Кесслер-Харрис, Элис
Элис Кесслер-Харрис (Alice Kessler-Harris; род. 2 июня 1941, Лестер, Англия) — американский социальный историк, специалист по американской истории труда; писательница-американистка; феминистка.
Доктор философии (1968), эмерит-профессор Колумбийского университета, член Американского философского общества (2012) и Американской академии искусств и наук. Лауреат Bancroft Prize (2002) и Philip Taft Prize (2001, 2007).

## Биография
С 1955 года в США.
Окончила Гаучер-колледж (бакалавр cum laude, 1961).
В Ратгерском университете получила степени магистра (1963) и доктора философии по истории (1968).
Являлась там директором по женским исследованиям.
Ныне именной эмерит-профессор (R. Gordon Hoxie Professor) американской истории Колумбийского университета.
Член American Studies Association и её президент в 1992 году.
В 2008—2010 годах президент LAWCHA, в 2011—2012 годах — Организации американских историков.
Выступала в Белом доме. Эксперт документалки PBS «The Measured Century».
«Переоткрыв» творчество Анзии Езерской, поспособствовала её переизданию в 1970-х.
Биограф Лилиан Хеллман. Соредактор Protecting Women: Labor Legislation in Europe, Australia, and the United States, 1880—1920 (1995), U.S. History as Women’s History (1995).

## Работы
- The Open Cage: An Anzia Yezierska Collection, 1979
- Women Have Always Worked: A Historical Overview (Feminist Press, 1981)
- Out to Work: A History of Wage-Earning Women in the United States (Oxford University Press, 1982)
- A Woman’s Wage: Historical Meanings and Social Consequences (Kentucky, 1990)
- In Pursuit of Equity: Women, Men, and the Quest for Economic Citizenship in Twentieth-Century America (Oxford University Press, 2001)
- Gendering Labor History, 2007
- A Difficult Woman: The Challenging Life and Times of Lillian Hellman (2012)

На русском языке
- Кесслер-Хэррис Э. Женский труд и социальный порядок // Антология гендерной теории / пер. с англ. Е. Мельниковой. — Минск: Пропилеи, 2000. — С. 171—189. — ISBN 985-6329-32-9.